# Sibiu Rally Romania 2012
Sibiu Rally Romania 2012 (12. Sibiului Rally Romania) – 12 edycja rajdu samochodowego Sibiu Rally Romania rozgrywanego w Rumunii. Rozgrywany był od 19 do 21 lipca 2012 roku. Była to ósma runda Intercontinental Rally Challenge w roku 2012. Składał się z 12 odcinków specjalnych.

## Klasyfikacja rajdu
| Miejsce                | Kierowca               | Pilot                  | Samochód                   | Czas                   | Strata                 |                        |
| Klasyfikacja generalna | Klasyfikacja generalna | Klasyfikacja generalna | Klasyfikacja generalna     | Klasyfikacja generalna | Klasyfikacja generalna | Klasyfikacja generalna |
| ---------------------- | ---------------------- | ---------------------- | -------------------------- | ---------------------- | ---------------------- | ---------------------- |
| 1.                     | Andreas Mikkelsen      | Ola Floene             | Škoda Fabia S2000          | 2:15:28.0              | 0.0                    |                        |
| 2.                     | Patrik Flodin          | Göran Bergsten         | Ford Fiesta S2000          | 2:21:01.8              | +5:33.8                |                        |
| 3.                     | François Delecour      | Dominique De Savignoni | Peugeot 207 S2000          | 2:27:24.0              | +11:56.0               |                        |
| 4.                     | Vitaliy Pushkar        | Ivan Mishyn            | Mitsubishi Lancer Evo X    | 2:29:25.2              | +13:57.2               |                        |
| 5.                     | Edwin Keleti           | Botond Csomortáni      | Mitsubishi Lancer Evo X    | 2:30:13.6              | +14:45.6               |                        |
| 6.                     | Robert Consani         | Cedric Beynet          | Renault Clio R3            | 2:32:54.7              | +17:26.7               |                        |
| 7.                     | Valentin Porcisteanu   | Mihai Daniel Dobre     | Mitsubishi Lancer Evo X R4 | 2:33:29.9              | +18:01.9               |                        |
| 8.                     | Harry Hunt             | Robbie Durant          | Citroën DS3 R3T            | 2:34:14.6              | +18:46.6               |                        |
| 9.                     | Vlad Cosma             | Florin Cosma           | Citroën C2 R2 Max          | 2:36:22.3              | +20:54.3               |                        |
| 10.                    | Asja Zupanc            | Špela Trček            | Mitsubishi Lancer Evo IX   | 2:36:42.0              | +21:14.0               |                        |